# Рискин, Роберт
Роберт Рискин (англ. Robert Riskin, 30 марта 1897 — 20 сентября 1955) — американский сценарист и драматург.

## Биография
Роберт Рискин родился в Нижнем Ист-Сайде в Нью-Йорке в еврейской семье, Бесси и Джейкоба Рискинов, иммигрировавших из Российской империи, чтобы избежать военного призыва. В юном возрасте Рискин устроился на работу на фабрику по изготовлению одежды. У владельцев этой фирмы был дополнительный бизнес, они вкладывали средства в киноиндустрию, которая в то время только зарождалась и в семнадцать лет Рискина отправили во Флориду, чтобы он руководил кинокомпанией.
В конце Первой мировой войны Рискин вернулся в Нью-Йорк, где начал свою карьеру драматурга, написав пьесы для многих бродвейских театров. В 1931 году он переехал в Голливуд, после того, как «Columbia Pictures» купила права экранизации на несколько его пьес. В 1931 году с фильма «Чудо-женщина» началось его многолетнее сотрудничество с Фрэнком Капрой. Четыре картины по сценарию Рискина поставленные Капрой стали номинантами на премию «Оскар» — «Леди на один день» (1934), «Мистер Дидс переезжает в город» (1937), «С собой не унесёшь» (1939) и «Жених возвращается» (1952), а комедия «Это случилось однажды ночью» (1935) стала лауреатом премии Киноакадемии в номинации лучший адаптированный сценарий.
В 1942 году Рискин женился на актрисе Фэй Рэй, которая родила ему двоих детей, дочь — Victoria Riskin. От первого брака у Рэй также была дочь, которую Рискин удочерил. В 1950 году у Рискина случился инсульт, после чего он уже не смог работать. Он скончался 20 сентября 1955 года в Лос-Анджелесе в возрасте 58 лет.

## Награды
- 1935 — Премия «Оскар» за лучший адаптированный сценарий («Это случилось однажды ночью»)